# Мондич Вільма Іванівна
Вільма Іванівна Мондич (11 жовтня 1930, тепер Закарпатської області — ?) — українська радянська діячка, ланкова колгоспу імені Кірова Виноградівського району Закарпатської області. Депутат Верховної Ради СРСР 5-го скликання.

## Життєпис
Народилася 11 жовтня 1930 року в селянській родині на Закарпатті. Освіта неповна середня.
З 1949 року — ланкова колгоспу імені Кірова села Гетиня (центральна садиба — в селі Чепа) Виноградівського району Закарпатської області.
Член КПРС.
Потім — на пенсії в селі Гетиня Виноградівського району Закарпатської області.

## Нагороди
- орден Леніна (26.02.1958)
- медалі